# Hierarchie
Hierarchie (gesprochen [hirarˈçiː] oder [hi̯erarˈçiː]) ist die Rangordnung der Menschen, Tiere oder Sachen untereinander. Das Komplement ist die Heterarchie. 
Hierarchie ist eine stufenmäßig auf Überordnung und Unterordnung beruhende Rangordnung. Die Elemente dieser Ordnung sind in vertikaler Reihung nach absteigender Bedeutung für die Entscheidungsmacht, Kompetenzen und Rang positioniert. Bei der Monohierarchie ist dabei jedem Element höchstens ein anderes Element unmittelbar übergeordnet, während bei einer Polyhierarchie mehrere übergeordnete Elemente vorhanden sind. Bei der Monohierarchie stehen die Klassen in hierarchischer Beziehung zueinander und zudem besitzt jede Klasse nur eine Oberklasse (Tumor als Oberklasse hat beispielsweise nur den gutartigen und bösartigen Tumor als Unterklasse). Mathematisch betrachtet bedarf eine Hierarchie einer Ordnungsrelation, die einen Baum (Monohierarchie) oder gerichteten azyklischen Graphen definiert (Polyhierarchie).
Die Einteilung (Klassifizierung) oder Einordnung (Klassierung) von Objekten in eine Hierarchie impliziert häufig eine Wertigkeit, die bereits in der Rangordnung, nach der die Objekte geordnet werden, enthalten ist. Grundsätzlich sind sie allerdings einfacher als komplexe Netzwerkstrukturen zu erfassen.

## Etymologie und Geschichte
Das Wort Hierarchie stammt aus dem altgriechischen ἱεραρχία hierarchia, zusammengesetzt aus ἱερός hieros („heilig“) und ἀρχή archē („Führung, Herrschaft“) und bezog sich zunächst lediglich auf die Religion. Gegen Ende des 6. Jahrhunderts erschien es durch Pseudo-Dionysius Areopagita als hierarchia für das Amt des Hohepriesters (zu ἱερεύς hiereús „Tempelpriester“). Die Priester waren in 24 Priesterklassen und Wochenabteilungen (Singular ἐφημερία ephemería) eingeteilt, wobei ihre Reihenfolge und ihr Priesterdienst zufällig bestimmt wurden (1 Chr 24,1-19 ). In der Engellehre des Pseudo-Dionysius Areopagita spielte die hierarchische Ordnung der Engel ebenfalls eine große Rolle. Das kirchenlateinische „hierarchia“ erschien erstmals 1685 bei Veit Ludwig von Seckendorff als „die Hierarchie oder das Priester-Regiment in der Römischen Kirche“. Auf die Engelhierarchie wies 1727 noch einmal Sperander hin.

## Soziale Systeme
Formale Kommunikation findet in sozialen Systemen mit Linienorganisation (etwa bei Behörden oder Unternehmen) auf dem Dienstweg, dem organisatorisch dafür vorgesehenen Linienweg, statt. Informationen oder Nachrichten werden auf dem Linienweg von oben nach unten (Top-down) oder umgekehrt (Bottom-up) durch Kommunikationsmittel ausgetauscht. Hierüber gibt ein Organigramm Auskunft. Die Querinformation ist in diesem Sinne eine informelle Kommunikation. Bereits Konrad Mellerowicz gab 1952 zu bedenken, dass eine Organisation bei tief gegliederter Leitungsspanne schwerfällig wird, wenn für die gesamte Kommunikation der Linienweg gewählt würde. Er schlug deshalb vor, nur den Befehlsweg festzulegen und den Vorschlags- und Mitteilungsweg überhaupt nicht zu regeln.
Das Idealbild einer hierarchischen Struktur geht davon aus, dass mit der Struktur eine Methodik für Menschenführung und Kooperation definiert ist, die eine bestimmte Strategie der bidirektionalen Kommunikation nutzt. Damit verbunden sind Filterkonzepte, die ein Überborden der Information von unten nach oben (bottom-up) verhindern. Damit wird die Fiktion behindert, die oberen Hierarchien wüssten um Details. Hingegen muss ein Konzept der Eskalation für Konflikte definiert sein, das Informationen von unten nach oben befördert oder den Zugriff auf Information von oben nach unten erlaubt.

### Menschen
Urform ist die Hierarchie in der Familie, deren soziale Beziehung sich bereits in der Antike als Patriarchat oder Matriarchat zeigte. Erstere ist durch die Herrschaft der Väter und Männer (lateinisch Pater familias) geprägt. Ulpian bezeichnete im römischen Recht als Familie „mehrere Personen, welche der Natur nach oder rechtlich der Gewalt eines Einzelnen unterworfen sind, wie zum Beispiel dem Hausvater (lateinisch pater familias), der Mutter (lateinisch mater familias), dem Haussohn (lateinisch filius familias), der Haustochter (lateinisch filia familias) und wer auch immer diesen auf gleiche Weise folgt“. Diese trafen entsprechend ihrem Status in vertikaler Arbeitsteilung alle wichtigen Entscheidungen, der Rest der Familie musste sich fügen und danach handeln. Die Familie kennzeichnete einerseits Autorität (lateinisch auctoritas) und Gehorsam (lateinisch obsequium), andererseits ist aber auch die Zuverlässigkeit und Fürsorgepflicht ein wichtiger Bestandteil. Während der Sklaverei waren Sklaven bzw. im Feudalismus Leibeigene ihrem Besitzer unterworfen. Wichtige Autoritäten waren zudem der Dorfälteste, Häuptling, Pfarrer und später die Lehrer. Das sich aus Familien zusammensetzende Volk wiederum war der Untertan der Adligen (Könige, Kaiser, Herzöge, Fürsten). Wer sich als Untertan nicht an die Erlaubnisse, Gebote oder Verbote Höhergestellter hielt, musste mit Sanktionen rechnen (Insubordination).
Das religiös begründete Kastensystem (portugiesisch casta, „Rasse“) des indischen Subkontinents ist streng hierarchisch gegliedert und hat in Indien bis heute kulturelle und soziale Auswirkungen auf viele Lebensbereiche. Die Kaste bestimmt den gesellschaftlichen Status eines Menschen und auch seine eigene Wahrnehmung und Erwartungen vom Leben. Die Kaste (Hindi jati) ist eine soziale Gruppe, die miteinander speist, endogam heiratet und einer gleichen Berufstätigkeit nachgeht. Eine gängige Einteilung gibt es in Priester/Staatsbeamte/Richter/Ärzte (Hindi brahmanen), Schreiber (Hindi karanen), Kriegsadel (Hindi paika), Händler und Angestellte (Hindi bhandari, banianen), Handwerker/Dienstpersonal (Hindi sudras), Kuhhirten und Bauern (Hindi gouda, chasa).

### Personenvereinigungen
Mit Aufkommen der künstlich geschaffenen Personenvereinigungen (Vereine, Kirchen, Korporationen, Unternehmen, Militär, politische Parteien) schuf man auch bei diesen Hierarchien, die auf dem System von Befehl und Gehorsam aufbauen. In der Arbeitswelt gibt es die auf Hierarchie beruhende „vertikale Arbeitsteilung“. Die strengsten Hierarchien bestehen bei Militär und öffentlicher Verwaltung, sie sind sogar durch Gesetze festgelegt. Furcht spielt in allen hierarchischen Institutionen und Organisationen notwendigerweise eine große Rolle.

#### Unternehmen
Günter Wöhe definierte die betriebliche Hierarchie als die Über- und Unterordnung von Organisationseinheiten. Weisen diese Organisationseinheiten in einem Betrieb gleiche Funktionen, Kompetenzen und Verantwortung auf, liegt eine Neben- oder Gleichordnung vor. Leitungsspanne und Leitungstiefe tragen zur Hierarchiebildung bei. Je kleiner die Leitungsspanne, desto größer ist – bei gleicher Beschäftigtenzahl – die Leitungstiefe (Zahl der Hierarchie-Ebenen). Besonders in Großunternehmen gibt es unterhalb des Vorstands oder der Geschäftsführung als oberster Hierarchie-Ebene weitere, zur Hierarchie gehörende Management-Ebenen wie Abteilungsleiter, Referatsleiter, Gruppenleiter, Teamleiter bis hin zum Sachbearbeiter. In Deutschland gibt es allgemein fünf Ebenen der Betriebshierarchie, und zwar Leitung, Hauptabteilung, Abteilung, Gruppe und Untergruppe. Dabei nimmt von unten nach oben die Zahl der Personen pro Hierarchie-Ebene ab, während die Funktionen, Kompetenzen und Verantwortung gleichzeitig zunehmen. Hierarchien bestehen auch innerhalb der Arbeiter (Vorarbeiter, Hilfsarbeiter) und Angestellten (leitender Angestellter, Sachbearbeiter).
Auch die Stimmverteilung des Internationalen Währungsfonds (IWF) wie auch die Stimmverteilung der Weltbank richtet sich nach zur Verfügung gestellten Beitragshöhen. „Die Ablehnung immer vorhandener Hierarchien führt nur zu deren Verschleierung und macht sie damit auch unangreifbar.“
Befehlshierarchie ist der Ausdruck für die disziplinarische Durchsetzung von Anordnungen nach Entscheidungen von oben nach unten; Leitungshierarchie ist die bürokratische Organisationsform, die durch zunehmende Delegation gekennzeichnet ist. Wegen der hohen Gemeinkosten versuchen Personenvereinigungen, durch flache Hierarchien (Leitungsspanne) oder Lean Management (Leitungstiefe) Personalkosten einzusparen. Dennoch ist der Aufstieg innerhalb dieser Ebenen mittels Karriere durch Beförderung möglich, ein Abstieg ist durch Degradierung oder Entlassung nicht auszuschließen. Hierarchie-Stufen werden oft auch über die Berichtsebene definiert, womit diejenigen Stellen in der Aufbauorganisation (Linienorganisation) gemeint sind, die Informationspflichten (Berichtspflichten) gegenüber einer übergeordneten Stelle wahrzunehmen haben.

#### Öffentliche Verwaltung
Die öffentliche Verwaltung ist organisatorisch und personell streng hierarchisch gegliedert. Diese Hierarchie besteht zum Beispiel aus obersten Bundesbehörden, Bundesoberbehörden, Bundesmittelbehörden und Bundesunterbehörden. Die Verwaltungsgliederung in Deutschland ist an den föderalen Ebenen (Bundesebene, Länder und Gemeinden) ausgerichtet und unterscheidet zwischen bundeseigener Verwaltung (unmittelbare Bundesverwaltung durch oberste Bundesbehörden sowie mittelbare Bundesverwaltung insbesondere durch bundesunmittelbare Körperschaften) und landeseigener Verwaltung (unmittelbare Landesverwaltung durch Landesbehörden sowie mittelbare Landesverwaltung insbesondere durch kommunale Körperschaften). Zu den Obersten Bundesbehörden gehören beispielsweise neben der Bundesregierung oder den 14 Bundesministerien auch das Bundespräsidialamt oder das Bundeskanzleramt, zu den Oberen Bundesbehörden die Bundesnetzagentur oder das Bundesverwaltungsamt. Die Bundesmittelbehörden stehen zwischen den obersten Bundesbehörden und der unteren Verwaltungsebene, die Bundesunterbehörden sind den Mittelbehörden nachgeordnet und nur für eine kleinere Region zuständig. So sind beispielsweise dem Bundesministerium der Finanzen als oberster Bundesbehörde das Bundeszentralamt für Steuern als Bundesoberbehörde, die Oberfinanzdirektionen als Mittelbehörden der Landesfinanzbehörden (diese in Auftragsverwaltung bei Bundessteuern für die Bundesfinanzverwaltung, Art. 108 Abs. 3 GG) und die Finanzämter als örtliche Behörden (§ 2 Abs. 1 FVG) unterstellt. Bundesoberbehörden werden meist unter Zusatz ihres Fachgebiets als Bundesanstalt oder Bundesamt bezeichnet, Bundesmittel- und Bundesunterbehörden stellen den so genannten Verwaltungsunterbau.
Personell werden Behörden vom Behördenleiter oder Dienststellenleiter geführt (auch: Präsident oder Amtsvorsteher).

#### Militär
Allgemein direkt erkennen kann man Hierarchien oft nicht, sondern sie müssen sekundär wahrnehmbar gemacht werden durch Handlungen, Kommunikation oder Wissen. Hierarchien lassen sich dagegen beim Militär – wie auch bei Richtern oder der Polizei – an der Kleidung ablesen, ganz besonders durch Rang- und Dienstgradabzeichen. Die militärische Uniform besteht für die Rangabzeichen aus Schulterklappen, Kragenspiegeln oder Ärmelband. Militärische Hierarchien sind ein Herrschaftssystem mit „festgefügter Rangordnung, genau abgegrenzten Befugnissen und eindeutig festgelegter Weisungs-, Befehls- und Kommunikationsstruktur“. Die Dienststellung ist der bestimmende Faktor für die Hierarchie-Ebene, während der Dienstgrad die Stellung eines Soldaten innerhalb einer militärischen Rangordnung wiedergibt. Militärische Befehle dürfen demnach ranghöhere militärische Vorgesetzte an rangniedrigere Soldaten erteilen, letztere sind zum Gehorsam verpflichtet (§ 2 Nr. 2 Wehrstrafgesetz).
In den militärischen Einheiten sowie innerhalb der Besatzung eines Schiffes steht die Befugnis, im Dienst Befehle zu erteilen, den Offizieren gegenüber allen Unteroffizieren und Mannschaften, den Unteroffizieren vom Feldwebel an aufwärts gegenüber allen Stabsunteroffizieren, Unteroffizieren und Mannschaften, sowie den Stabsunteroffizieren und den Unteroffizieren gegenüber allen Mannschaften zu (§ 4 Abs. 1 Vorgesetztenverordnung).

#### Religionen
Auch viele Religionen – in denen die Hierarchie begann – sind streng hierarchisch aufgebaut. Siehe hierzu die Liste religiöser Amts- und Funktionsbezeichnungen.

### Tierwelt

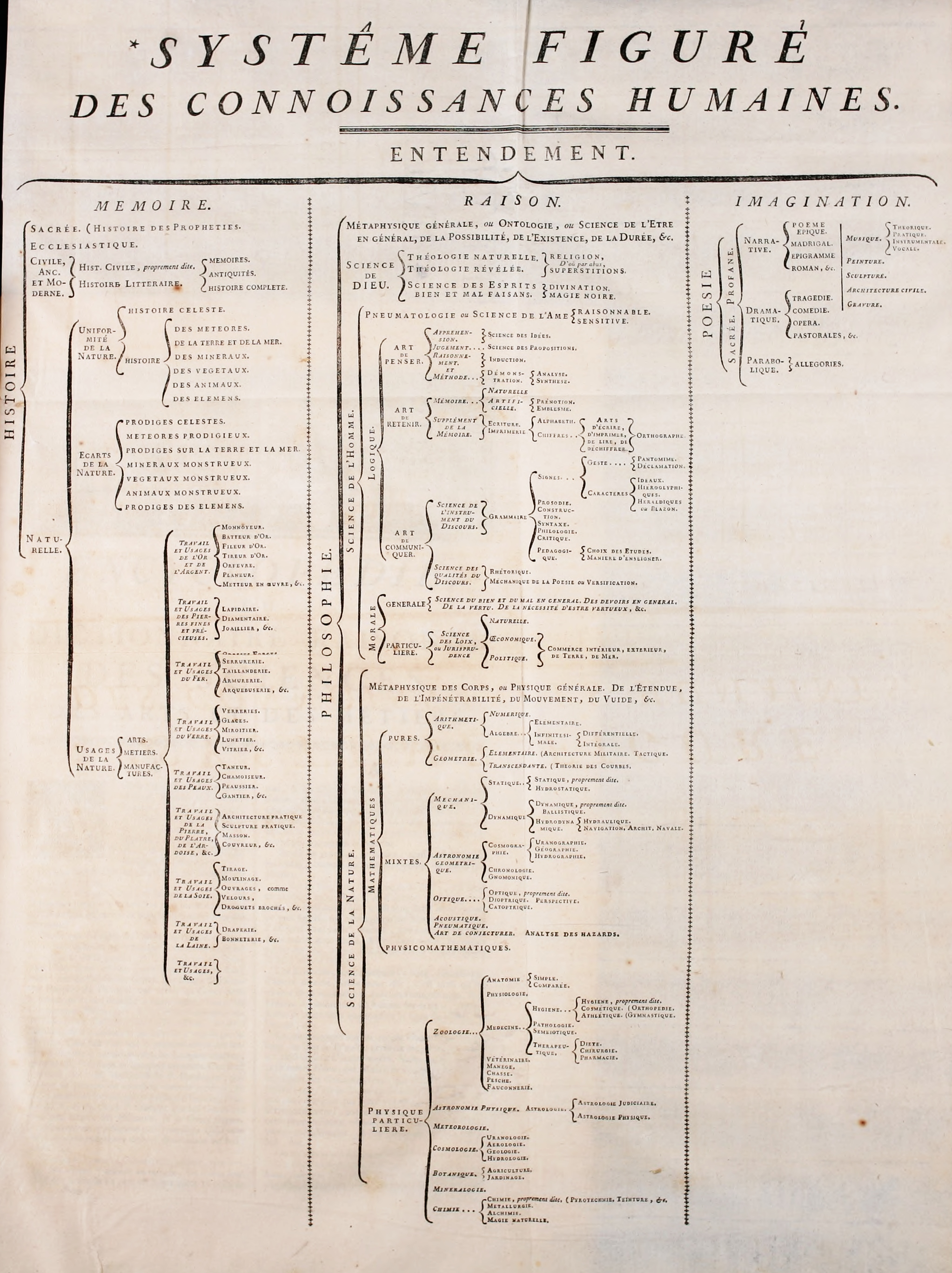
Der Stammbaum des menschlichen Wissens zu Beginn von Band 1 der Encyclopédie ou Dictionnaire raisonné des sciences, des arts et des métiers, 28 Bände, vollendet im Jahr 1772

In der Tierwelt unterscheidet man hauptsächlich zwei Hierarchie-Arten, und zwar die Systematik der Tiere absteigend in Reich, Stamm, Klasse, Ordnung, Familie und Art sowie die Rangordnung (siehe: Alphatier).

## Hierarchien in Objektsystemen
Hierarchien werden auch allgemein zur Ordnung von Objekten verwendet. Bildlich werden Hierarchien häufig mit einer Pyramide oder einem Stammbaum verglichen. Die Elemente lassen sich übersichtlich in Ebenen anordnen, wobei jedes Element (bis auf das oberste) nur mit einem (Monohierarchie) oder mehreren (Polyhierarchie) Elementen der jeweils nächsthöheren Ebene verbunden ist.
Spezielle Arten von hierarchischen Strukturen, die auch häufig synonym verwendet werden, sind lexikalische Hierarchien, Klassifikationen oder Taxonomien. In der Biologie werden Lebewesen nach verschiedenen Kriterien in einer hierarchischen Systematik geordnet, während der Stammbaum einer Person theoretisch eindeutig bestimmbar ist.

### Staat
Die Organisationseinheiten einer Behörde gliedern sich im Regelfall in Abteilungen, Referate, Dezernate, Sachgebiete, Fachbereiche und Gruppen. Diese Hierarchie richtet sich oft nach einer sachlichen Systematik und bildet auch die geographische Gliederung eines Staates in Verwaltungseinheiten ab.

### Recht
Normenhierarchie ist in der Rechtswissenschaft das Über- und Unterordnungsverhältnis der Rechtsnormen. Nach der Kollisionsregel (lateinisch Lex superior derogat legi inferiori) hat eine in der Normenhierarchie höher stehende Norm Geltungsvorrang vor einer niedriger stehenden Norm, Spezialgesetze (lateinisch Lex specialis) haben Vorrang vor Allgemeingesetzen (lateinisch Lex generalis). Das gilt nicht nur für Gesetze, auch im Vertragsrecht haben Individualabreden Vorrang vor allgemeinen Vertragsbedingungen oder Allgemeinen Geschäftsbedingungen. Im Sachenrecht ist die Hauptsache die Bezeichnung für Sachen, zu denen andere Sachen in untergeordneter Beziehung stehen. Hierzu gehören ihre Bestandteile, wesentlichen Bestandteile sowie Zubehör.
Streng hierarchisch geordnet ist auch die Gerichtsbarkeit mit ihren Instanzen, die jeweils Gerichtsurteile der untergeordneten Instanz aufheben können. Oberste deutsche Instanz des Zivilrechts und Strafrechts ist der Bundesgerichtshof, dessen abschließende Rechtsprechung die Vorinstanzen bindet.

### Entscheidungstheorie und Managementlehre
In Entscheidungstheorie und Managementlehre wird von Zielhierarchie gesprochen. Setzt sich ein Wirtschaftssubjekt (Unternehmen, Privathaushalt, Staat) mindestens zwei Ziele (Unternehmensziele, persönliche Ziele, Staatsziele), die gleichzeitig und gleichrangig erfüllt werden sollen, so stehen diese Ziele zueinander in Zielbeziehungen. Diese Zielbeziehungen können in einer gegenseitigen Zielidentität, Zielkomplementarität, Zielkonkurrenz oder Zielneutralität stehen. Bei Zielkonkurrenz muss eine Zielhierarchie (englisch goal hierarchy) gebildet werden, wonach einem der Ziele Priorität vor allen anderen eingeräumt und eine Rangfolge gebildet wird. Beim ökonomischen Staatsziel des gesamtwirtschaftlichen Gleichgewichts beispielsweise gibt es vier im Magischen Viereck enthaltene Subziele:
| ökonomisches Staatsziel              | Subziele |
| ------------------------------------ | --- |
| gesamtwirtschaftliches Gleichgewicht | Preisniveaustabilität hoher Beschäftigungsstand außenwirtschaftliches Gleichgewicht angemessenes Wirtschaftswachstum |

Sie ergeben sich aus § 1 StabG, stehen jedoch zueinander in Zielkonkurrenz. Die Deutsche Bundesbank und die Europäische Zentralbank räumen gemäß Art. 127 Abs. 1 AEUV dem Ziel der Preisniveaustabilität Vorrang ein.

### Informationstechnik
In der Informationstechnik sind Hierarchien häufig anzutreffen. Das bekannteste Beispiel sind Verzeichnisstrukturen auf dem PC. In Software-Systemen findet man oft tief gestaffelte (sogar rekursive) Strukturen von Haupt- und Unterprogrammen. In der Datenmodellierung gibt es Hierarchien von Objekten (Entitäten genannt), die in einem Entity-Relationship-Modell abgebildet werden. Die Objektorientierte Programmierung beruht auf dem Grundgedanken der Hierarchisierung.

## International
Im angelsächsischen Bereich gibt es bei Unternehmen lediglich drei Hierarchie-Ebenen, nämlich die oberste Leitungsebene (englisch top management), mittlere Ebene (englisch middle management) und die untere Leitungsebene (englisch lower/junior management).